# Carlos Carlino
Carlos Carlino (Oliveros, Santa Fe, Argentina; 14 de marzo de 1910 - Buenos Aires, Argentina; 1 de julio de 1981) fue un escritor, periodista, poeta y dramaturgo argentino contemporáneo.

## Carrera
Carlos Carlino fue un eximio escritor de principios del siglo XX, cuyas producciones comprendían distintas obras destinadas a la escena, en la que manifiesta una evidente preocupación social.
Carlino pasó su infancia en un pequeño pueblo del interior del país llamado Maciel en la provincia de Santa Fe; allí comenzó a conocer y a valorar el campo y a las tareas de los trabajadores rurales. 
Ya de adolescente es enviado a Rosario, Santa Fe, para cursar sus estudios secundarios. De esa experiencia entre campo-ciudad creó su primera obra litetaria a la que llamó Cara a cara en 1933, aunque ya había aparecido algunos poemas suyos en diarios locales.
Su trabajo en la firma paterna de acoplos de cereales le permitieron un permanente contacto con el hombre del surco segando el "lomo de los campos". Ese contacto fue la raíz para su obra y marcó el verdadero camino de su temática, tanto poética como teatral en abundantes producciones.
En 1940 publica el libro Poemas con labradores por el que recibió el Premio Nacional de Literatura.
Con sus máxima obra "La Biunda", que tenía como principal temática encarecer la necesidad de que las mujeres también ejercieran el oficio de la libertad, fue muy aplaudida y con una excelente repercusión en la crítica, la misma que recibió con su antecesora, La tierra del destino, un drama de ámbito rural que presenta el problema general unido al desarraigo. La Biunda llegó al teatro gracias a la Compañía Argentina de Comedia del primer actor Pascual Nacarati, el 11 de noviembre de 1953, en un reparto que incluía a las primeras actrices Gloria Ferrandiz, Lydia Lamaison e Inda Ledesma.
En 1960 incursionó en la pantalla televisiva argentina como libretista del programa humorístico Los trabajos de Marrone conducido por el actor José Marrone, y por el que ganó un premio Martín Fierro como mejor libretista cómico.
En 1965 integró como jurado del Primer Premio Novela Dirección de Cultura Santa Fe, junto con Bernardo Verbitsky y Augusto Roa Bastos.
En 1968 hizo el popular poema Santos Vega: El Payador,  en cuya arquetípica figura reconstruye, con pasos poéticos, las muchas imágenes de todos los hombres que compusieron el canto del payador.
Con gran fortuna cultivó el Teatro de Títeres con obras como:
- Siempre falta alguna cosa.
- Floridarrosa y el sueño.
- Los ladrones y el vigilante ladrón.
- El fantasma Benito.
- Las andanzas de Juan Tordo (1954), en colaboración junto a Horacio E. Guillén.

El poeta y dramaturgo Carlos Carlín falleció el miércoles 1 de julio de 1981 a los 71 años.

## Obras
- Cara a cara (1933).
- Vecindades (1934).
- Poemas de la tierra (1938).
- Poemas con labradores (1940).[4]
- La voz y la estrella (1945).
- Patria Litoral (1946), con un poema de José Pedroni.
- Tierra del destino (1951)
- La Biunda (1952).
- La última palabra (1956).
- Lázaro vuelve (1957).
- Un cabello sobre la almohada (1958).[5]
- Esa vieja serpiente engañadora (1958).
- Cuando trabaje (1958), escrita como boceta dramática en 1946.
- Un viaje por un sueño (1959).
- Está la soledad (1962)
- El gringo y su hijo apátrida (1967).
- Santos Vega el payador (1968).[6]
- Abril se inclina hacia el oeste (1969).[7]
- Todos contra la pared (1970).
- La gente que, a veces, es buena (1970).
- Los clientes (1970).
- Casamiento en Moisesville (1976).
- Gauchos y gringos en la tierra ajena (1976).
- Biografías con gringos (1978).

## Galardones y homenajes
- 1940: Premios Nacional de Literatura por Poemas con labradores.
- 1945: Premio Trienal de la Provincia de Santa Fe por La voz y la estrella.
- 1952: Proclamado por Argentores como el "Mejor dramaturgo del año".
- 1952: Segundo Premio Nacional de Teatro, otorgado por la Comisión Nacional de Teatro, por la obra La Biunda.
- 1954: Medalla de oro otorgada por Argentores.[8]
- 1960: Premio Martín Fierro como "Mejor Libretista Cómico" por Los trabajos de Marrone.